# Вільнюська художня академія
Вільнюська художня академія (лит. Vilniaus dailės akademija) — вищий навчальний навчальний заклад у Литві, має факультети у Вільнюсі, Каунасі, Тельшяй,  Клайпеді. Ректор — професор Аудрюс Клімас, відомий литовський графічний дизайнер.
У 2007/2008 навчальному році навчалося 1621 бакалаврів, 370 магістрантів, налічувалося 32 докторанта, усього 2035 учнів. У 2014/2015 навчальному році на всіх факультетах навчалося 1694 студентів ступенів бакалавр, магістр та докторант. Академія має власну бібліотеку, шість галерей та видавництво (засноване у 1993 році).

## Структура
В академії є факультети:
- Вільнюський
- Каунаський
- Тельшяйский
- Клайпедський
- Факультет магістратури та докторантури

## Історія

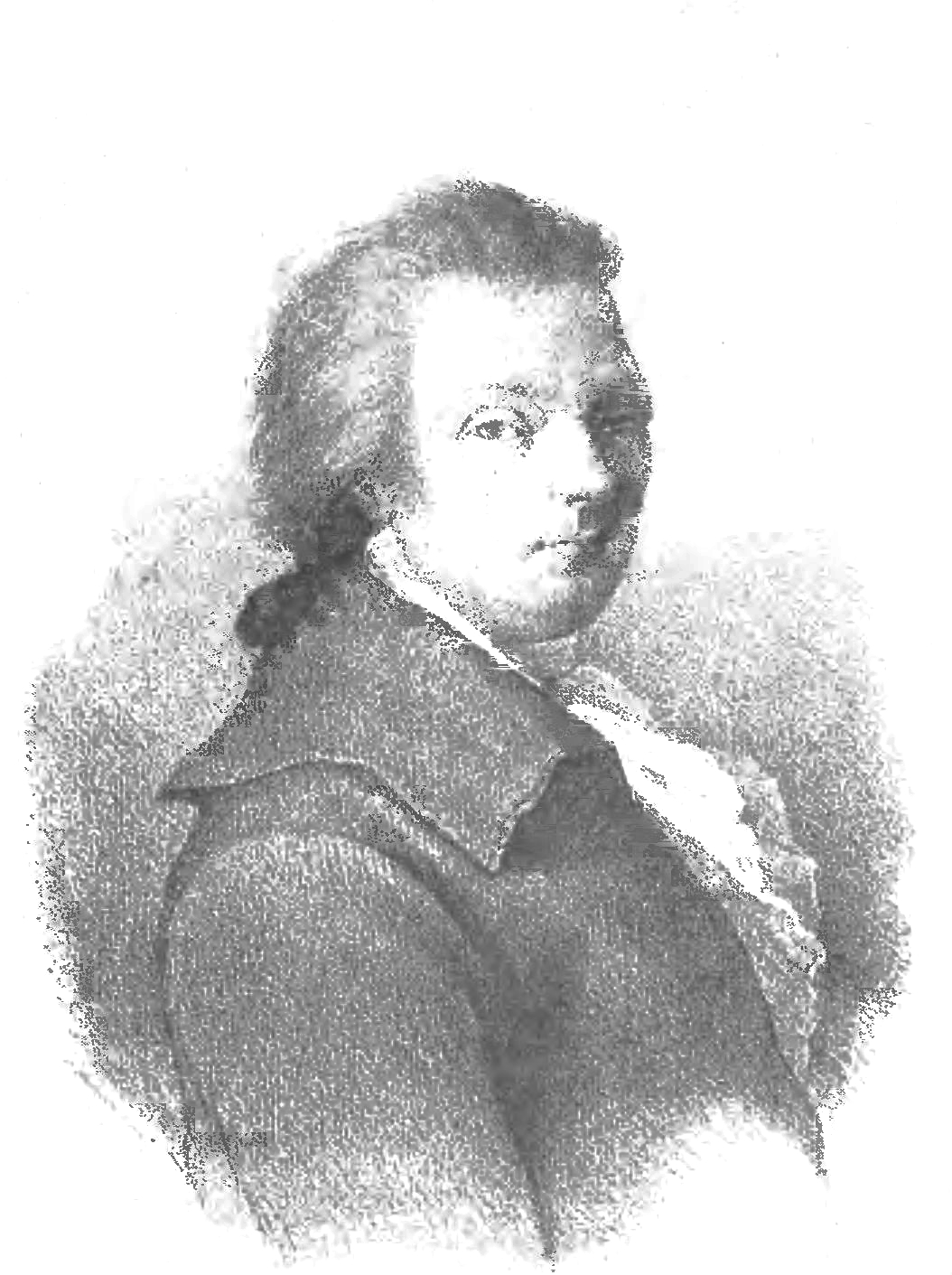
Пранцішкус Смуглявічюс

У 1793 році в Головній школі Литви (у 1579—1781 Академія та університет Віленьської Спільноти Єзуїтів) була заснована кафедра архітектури, якою почав керувати професор Лаурінас Гуцявічюс. У 1797 році була заснована кафедра живопису і малювання. Деякий час нею керував професор Пранцішкус Смуглявічюс, потім професор Ян Рустем. У 1803 році Головна Віленська школа була перетворена на імператорський Віленський університет, в якому був заснований факультет літератури та вільних мистецтв, де викладали історію мистецтв. Була заснована кафедра скульптури. У 1832 університет було закрито. Мистецтво у Вільно викладалося у приватних студіях  Канута Русецького та інших, пізніше у художній школі Івана Трутнєва.

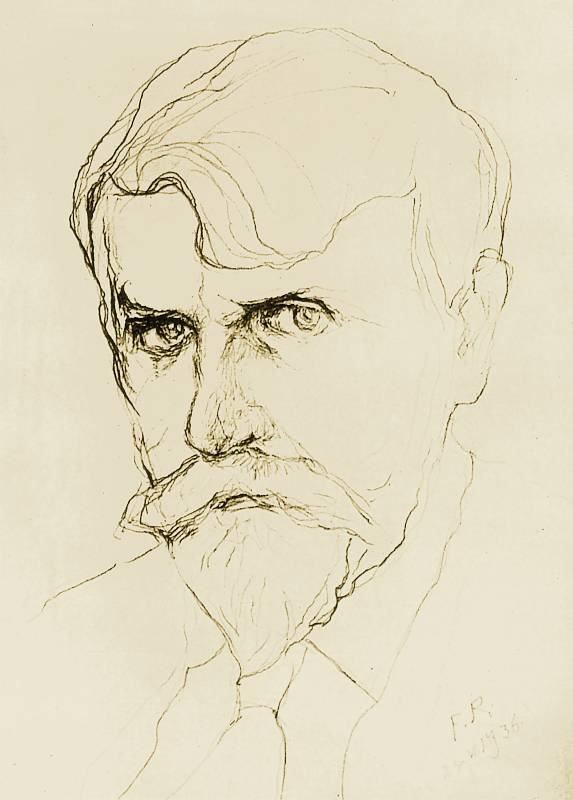
Фердинанд Рущиц, перший декан відділення витончених мистецтв Університету Стефана Баторія

 У 1919 році у Вільно почав діяти Університет Стефана Баторія з відділенням витончених мистецтв зі студіями живопису, скульптури та графіки. У 1922 в Каунасі, в незалежній Литві, була заснована Каунаська художня школа зі студіями живопису (1923), графіки, скульптури (1926), декоративного живопису (1929), кераміки (1931), індустріального мистецтва (1938).
У 1940 році після прийняття закону про художні школи Каунаська художня школа та відділення витончених мистецтв вільнюського Університету Стефана Баторія були реорганізовані в Каунаську школу декоративно-ужиткового мистецтва та Вільнюську художню школу. У 1941 році Каунаська школа прикладного мистецтва була перейменована в Каунаський інститут прикладного та декоративного мистецтва, а вільнюська Художня школа — у Вільнюську художню академію. Під час Другої світової війни обидві школи закрили. Їх діяльність була відновлена у 1944 році (у Вільнюсі — як Вільнюський державний художній інститут). У 1951 році обидва інститути були об'єднані в Державний художній інститут. В інституті були кафедри за спеціальностями: живопис (мольбертний живопис, фреска та мозаїка, вітраж, театральна декорація), графіка, скульптура, архітектурна композиція і проектування, кераміка і художній текстиль (останні дві перенесені з Каунаса). У 1959 році в Каунасі було відкрито вечірнє відділення, що у 1983 році було перетворене на факультет промислового мистецтва.
У 1973 році були утворені два факультети — образотворчого мистецтва та прикладного мистецтва. У 1977 році в інституті значилося 16 кафедр. Готувалися художники зі спеціальностей: живопис, графіка, скульптура, декоративно-ужиткове мистецтво, інтер'єр та обладнання, ландшафтний дизайн, реставрація пам'яток архітектури, промислове мистецтво, художнє оформлення та моделювання виробів текстильної та легкої промисловості, монументально-декоративне мистецтво, мистецтвознавство.
У 1990 році навчальний заклад було перетворено в Вільнюську художню академію. У 1991 році був заснований Каунаський художній інститут.

### Новітня історія

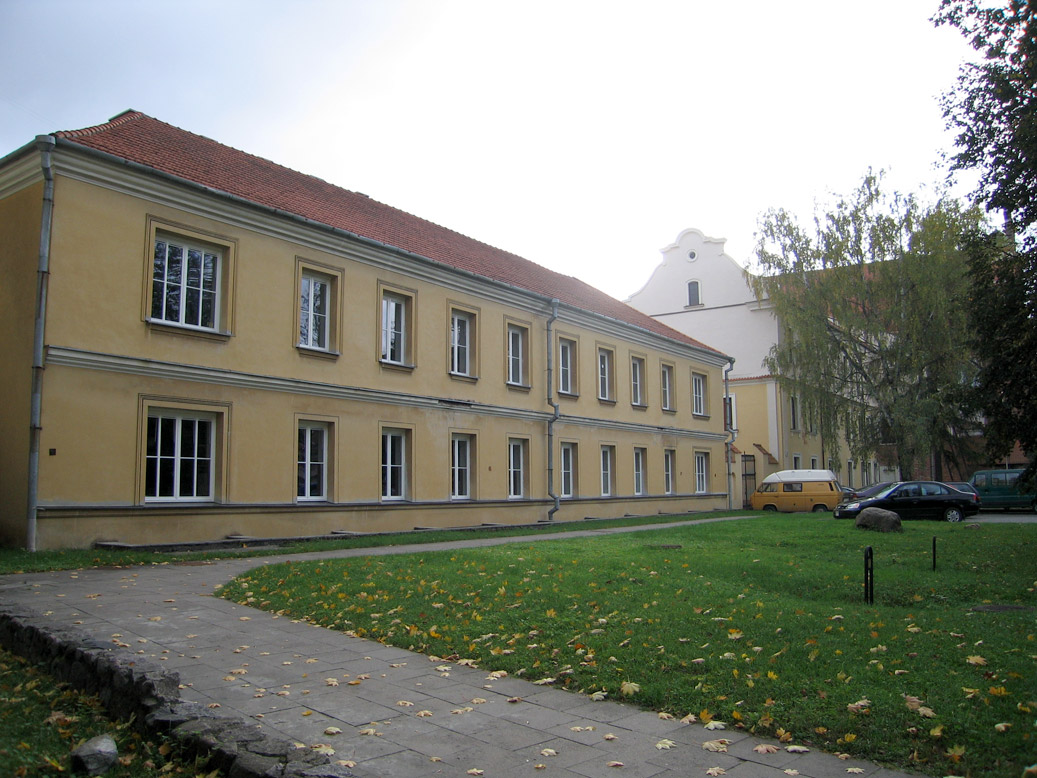
Стара будівля Академії

У 1991 році був прийнятий статут Академії. Того ж року від кафедри текстилю була відокремлена кафедра дизайну костюма. У 1992 році була заснована галерея Академії. Сейм Литви підтвердив статут ВХА. Перше звання почесного доктора отримав мистецтвознавець Владас Дрема. У 1993 році свою діяльність почало видання ВХА. Тоді ж спільно з інститутом Культури та мистецтва була впроваджена ступінь доктора мистецтвознавства.

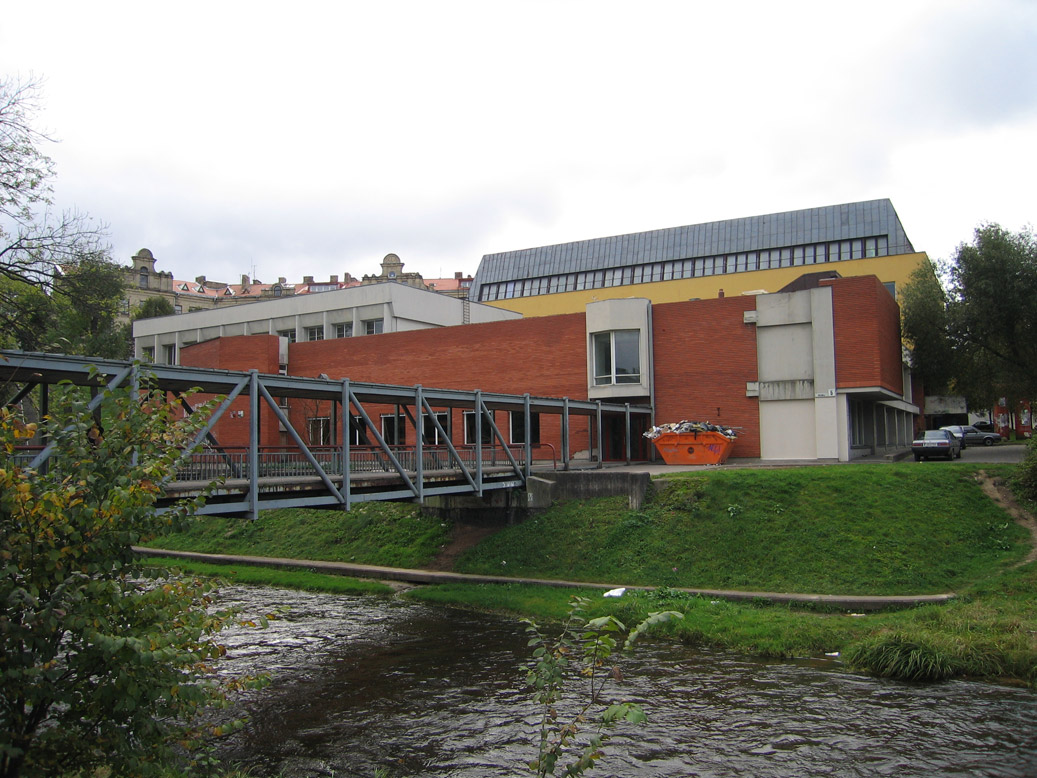
Будівля Академії на березі річки Вільні (Ужупіс)

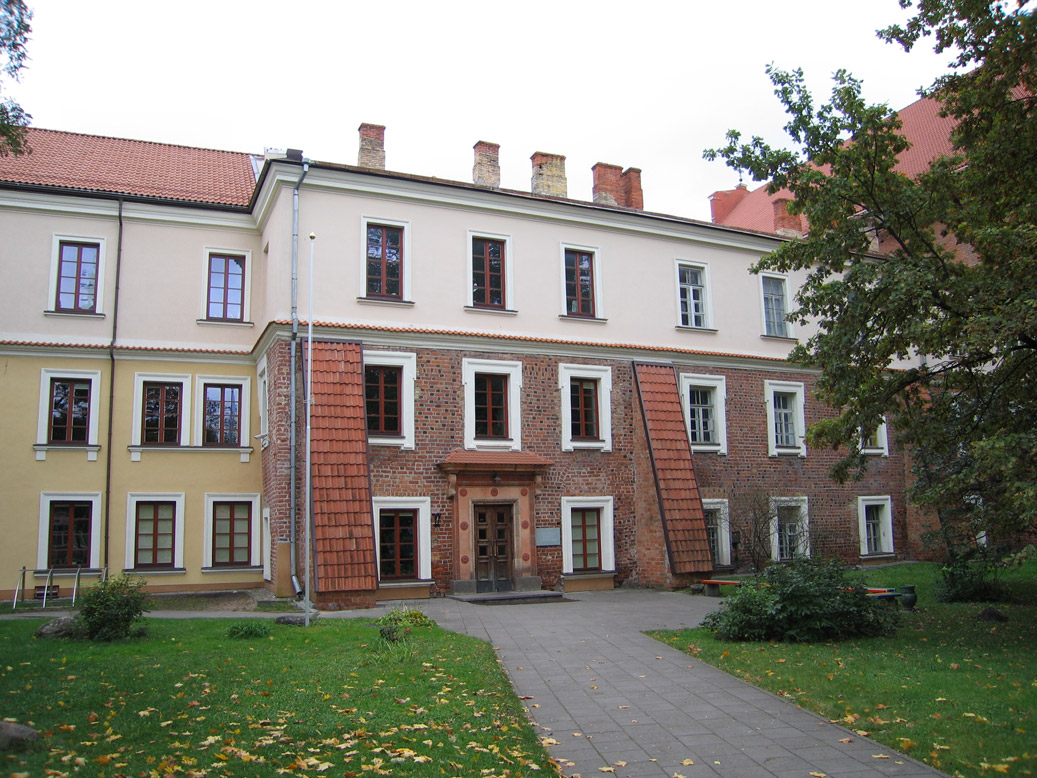

У 1994 році ректором Академії став професор Арвидас Шалтянис. Впроваджено Інститут мистецтвознавства. У 1995 році було здійснено перехід до трьох ступеневої системи освіти: перша ступінь (основна) — бакалавріат, друга — магістратура і третя — докторантура. Було присвоєно перші звання Почесного професора. Кафедра графіки відзначила своє 190-річчя. Академія почала диспонувати студію на La Cite Internationale des Arts у Парижі.
У 1996 році було створено студію фотографії та відео-мистецтва. Академія вперше була представлена в інтернеті.
У 1997 році було зареєстровано Спілку литовських студентів-художників (з 2003 року — представництво студентів Вільнюської художньої академії). Академія приєдналася до CIRRUS, Асоціації найвищих мистецьких шкіл країн Балтії. Також цього року відзначалося 200 років від заснування кафедри живопису та був обраний новий Сенат академії.
У 1998 році було створено філію у місті Тельшяй. Академії була передана в будівля за адресою Майронйо, 3 у Вільнюсі.
у 1999 році було обрано ректора на ім'я Арвіс Шалтіаніс. Було відкрито кафедру реставрації.
У 2000 році було засновано кафедру менеджменту культури та культурної політики ЮНЕСКО. У палаці Гурецького у Вільнюсі на перетині вулиць Домінікон і Гаоно відкрито галерею Антанаса Тамошайтіса і Анастазії Тамошайтене «Жідініс» .
У 2002 році було відкрито кафедру дизайну інтер'єру. У 2003 році Каунаський художній інститут та філія у місті Тельшяй стали факультетами Академії. Було прийнято нову редакцію статуту Академії.
У 2004 році була сформована Рада Академії. Ректором обрали професора Адомаса Бутрімаса, який за фахом був археолог, а також був вихованцем історичного факультету  Вільнюського університету. Клайпедська кафедра візуального дизайну відзначила 30-річчя.
У 2005 році відзначалося 200 років від заснування кафедри графіки. Свою діяльність почав Центр інновацій дизайну. Ухвалено посаду проректора стратегічного розвитку.
У 2006 році дипломні роботи бакалаврів і магістрів вперше були представлені громадськості. Академія вперше брала участь у міжнародній програмі магістратури «Сучасні практики мистецтва». Реорганізовано Інститут Мистецтвознавства.
У 2007 році професору Альфонсасу Андрюшкявичюсу була присвоєна Національна премія.
У 2008 році був обраний новий Сенат, його керівником став професор Алгімантас Мачюліс. Академія стала першим вищим навчальним закладом у Литві, що отримала міжнародну акредитацію усіх своїх освітніх програм.
У 2009 році ВХА брала участь у програмі «Вільнюс — культурна столиця Європи».
У 2010 році було схвалено нову структуру ВХА з факультетами у місті Тельшяй та Каунасі, три факультети у Вільнюсі реорганізовані у факультети бакалаврських та вищих програм.
У 2011 році новим тимчасовим ректором обрали професора Андрюса Клімаса. Ухвалений новий статут ВХА. Впроваджені ступні докторантури образотворчого мистецтва, дизайну та мистецтвознавства. Було обрано новий склад Сенату на чолі з головою доцентом доктором Євою Куйзінене. У 2013 році був урочисто відзначений 220-й ювілей Академії. Звання почесного доктора присвоєне Ромуалдасу Будрісу, почесного професора — Саулюсу Валісу.
У 2014 році ректором ВХА обрали професора Аудрюса Клімаса. Звання почесного професора присвоєне Кястутісу Запкусу.

## Видатні студенти та викладачі
- Пятрас Александравічюс
- Гедімінас Валюшкіс
- Бронюс Вішняускас
- Антанас Гудайтіс
- Владас Дрема
- Юозас Мікенас
- Вітаутас Юркунас
- Стасіс Красаускас
- Вітаутас Насвітіс
- Шарунас Саука
- Казіміра (Казе) Зімбліте
- Вітаутас Палайма
- Анатолій Стішко

## Ректори
- Мєчісловас Булака (1944—1945)[3]
- Вітаутас Юркунас (1951—1953)
- Вітаутас Мацкявичюс (1953—1974)
- Вінцентас Гячас (1974—1988)
- Вітаутас Бредікіс (1988—1994)
- Арвідас Шальтяніс (1994—2004)
- Адомас Бутрімас (2004—2012)
- Аудрюс Клімас (2012)